# نادية بيورلين
نادية ألكسندرا بيورلين (بالإنجليزية: Nadia Alexandra Björlin)‏ وهي ممثلة ومغنية وعارضة أزياء أمريكية ولدت 2 أغسطس 1980 في نيوبورت في جزيرة رود التي تقع جنوب بوسطن في الولايات المتحدة، وهي الابنة الثانية للملحن السويدي اولف بيورلين و فاري بيورلين (ني داداشي) التي هي مصممة ديكور ذات اصول إيرانية.
بيورلين تعرف التكلم باللغات الإنكليزية و السويدية و الفارسية، كذلك تعرف قليلا التكلم باللغة الاذرية و الروسية و الفرنسية والإيطالية، وهي اخت اولف الكسندر بيورلين و جين باول بيورلين.
عائلة بيورلين انتقلت إلى موطنها الاصلي في السويد وتقول نادية انها قضت طفولة سعيدة هناك مع عائلتها و اقاربها، كما انها ناهضت الثورة الإيرانية الإسلامية في عام 1979 وشاركت في عدة تظاهرات ضدها في عدة اماكن.
عادت عائلتها إلى الولايات المتحدة عندما كانت في عمر السابعة، وعاشت في ميشيغان وماساتشوستس وثم انتقلت إلى ويست بام بيتش في فلوريدا، ونالت تعليمها في كلية الفنون الجميلة في جامعة بوسطن في الصوت و الموسيقى و الرقص مع اخويها اولف و جين باول، وثم بدأت بالتمثيل من ابرز الافلام التي مثلتها هي ريدلاين.

## روابط خارجية
- نادية بيورلين على موقع IMDb (الإنجليزية)
- نادية بيورلين على موقع ألو سيني (الفرنسية)
- نادية بيورلين على موقع أول موفي (الإنجليزية)
- نادية بيورلين على موقع إن إن دي بي (الإنجليزية)
- نادية بيورلين على موقع قاعدة بيانات الفيلم (الإنجليزية)
- نادية بيورلين على موقع كينوبويسك (الروسية)